# Discours sur l'économie politique
Le Discours sur l'économie politique est un article de Jean-Jacques Rousseau, paru en 1755 dans l'Encyclopédie sous le titre « Économie politique », puis édité par la suite comme une œuvre à part entière.
Rousseau y traite de l'impôt, de la propriété et du contrat social.
Le discours se conclut par une critique dans l'énoncé du contrat léonin du riche : « Vous avez besoin de moi, car je suis riche et vous êtes pauvre ; faisons donc un accord entre nous : je permettrai que vous ayez l'honneur de me servir, à condition que vous me donnerez le peu qui vous reste, pour la peine que je prendrai de vous commander ».